# Lucio Massari
Pour les articles homonymes, voir Massari.
Lucio Massari (Bologne, 22 janvier 1569 – Bologne, 3 novembre 1633) est un peintre italien du XVIIe siècle appartenant à l'école bolonaise.

## Biographie

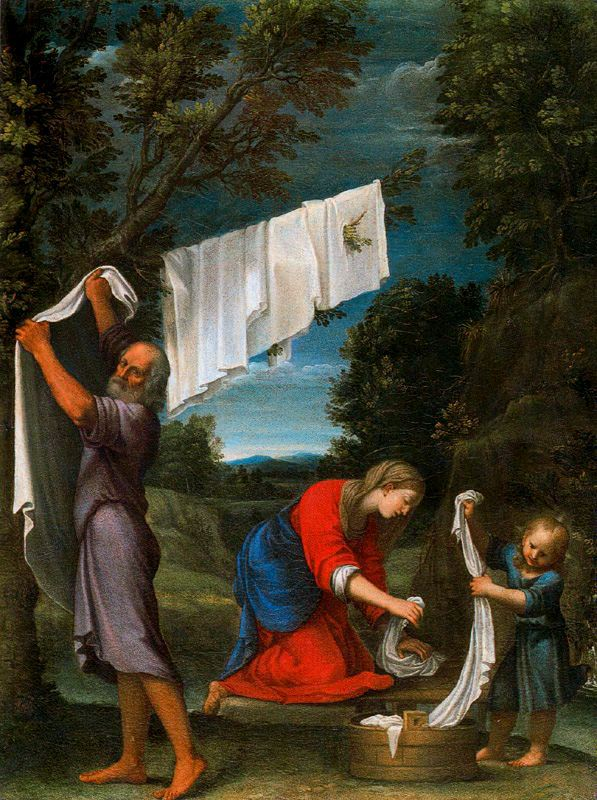
La Sainte Famille, Musée des Offices.

Lucio Massari devient l'élève de Bartolomeo Passarotti, dont il prend le style maniériste mais en conservant le style classique de Bartolomeo Cesi. À la mort de Passarotti, en 1592, il entre à l'Académie bolonaise des Incamminati des Carracci et est influencé par le traitement précis de l'espace et des formes d'Annibale Carracci, comme le montrent ses  fresques (1600) de l'Oratoire San Colombano, alors que le retable de la Madone et les saints (1603) à l'église bolonaise San Michele in Bosco, rappelle explicitement Raphaël.
En 1604, il est parmi les collaborateurs de Lodovico Carracci dans la décoration du cloître de San Michele in Bosco, à Bologne, et il s'adapte à son  style plus sévère.
En 1607, il s'inspire d'Annibale Carracci pour la Visitazione de l'église Santa Caterina à Bologne, et collabore avec Lionello Spada et Francesco Brizio à la décoration du palais Bonfioli, avec les fresques d'Histoires romaines et de l'Oratoire de la Trinità a Pieve de Cento.
Un voyage tardif à Rome à Rome vers 1610 avec Spada, et la fréquentation du Dominiquin le pousse à développer des compositions classiques, avec un clair traitement spatial, comme le Triomphe de David - dans la Galerie Pallavicini - et dans la décoration de la Chapelle des Reliques de la chartreuse de Galluzzo, près de Florence, où il complète, en 1612, les fresques laissées incomplètes en  1597 par Bernardino Poccetti : son Martyre de saint Laurent  rappelle les Histoires de San Nilo du Domenichino pendant que le Massacre des Innocents se réfère à l'œuvre homonyme célèbre de Guido Reni.
Revenu à Bologne en 1614, il compose le Retour du fils prodigue à la Pinacoteca Nationale, la Vierge à l'Enfant et les saints de l'église des Servites à Rimini, le Noli me tangere de l'église bolonaise des Célestins, la Madone et les saints de San Benedetto, le San Gaetano de l'église San Bartolomeo, en 1630, qui indiquent son adhésion à un classicisme simple.

## Œuvres
- La Sainte Famille (La Vierge à la lessive), huile sur toile, 53 × 39 cm, Musée des Offices, Florence
- Ammon et Tamar (~1615), musée du château de Prague
- Déposition, Museum of Fine Arts, Boston
- Madeleine pénitente, Museo civico, Carpi
- Crucifixion et saints, Église San Pietro, Cento
- Saint dominicain, Musée du Louvre de Paris
- La Piscine probatique, Musées du Capitole, Rome
- Saint Luc, Église des Capucins, Rome

## Sources
- (it) Cet article est partiellement ou en totalité issu de l’article de Wikipédia en italien intitulé « Lucio Massari » (voir la liste des auteurs).